# Gymnopleurus sturmi
Gymnopleurus sturmi är en skalbaggsart som beskrevs av Macleay 1821. Gymnopleurus sturmi ingår i släktet Gymnopleurus och familjen bladhorningar. Inga underarter finns listade i Catalogue of Life.

## Bildgalleri

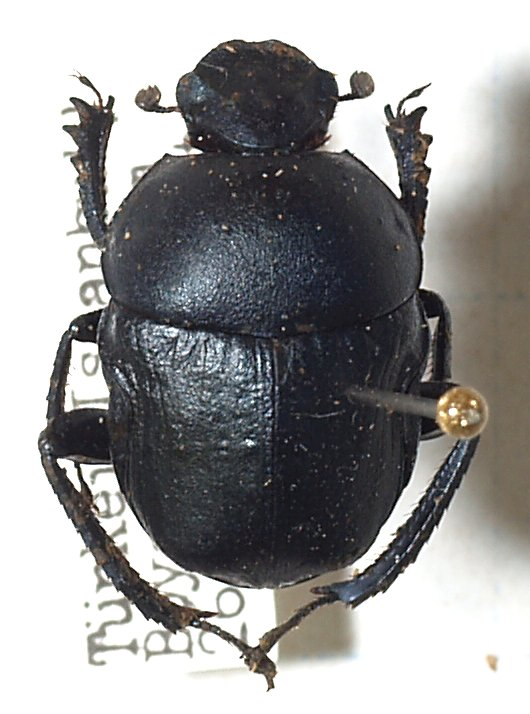